# ماریت میرمل
ماریت میرمل (انگلیسی: Marit Myrmæl؛ زادهٔ ۲۰ ژانویهٔ ۱۹۵۴) اسکی‌باز صحرانوردی، و ورزشکار دو و میدانی اهل نروژ است.